# Dismorphia amphione
Dismorphia amphione is een vlindersoort uit de familie van de Pieridae (witjes), onderfamilie Dismorphiinae.
Dismorphia amphione werd in 1779 beschreven door Cramer.

## Kenmerken
De achtervleugels van het mannetje vertonen opvallende witte tot zilveren vlekken op het voorste gedeelte, terwijl die bij het vrouwtje ontbreken. De spanwijdte bij vrouwtjes bedraagt 8 cm, bij mannetjes is dit 7 cm.

## Verspreiding en leefgebied
Deze vlindersoort komt voor van Mexico tot zuidelijk Brazilië van zeeniveau tot op een hoogte van 1000 meter langs bosranden.

## Waardplanten
De waardplanten zijn Inga sapindoides en Inga densiflora uit de plantenfamilie Mimosaceae.